# Justin Carter
Justin Anthony Carter (Gaithersburg, 21 aprile 1987) è un cestista statunitense.

## Palmarès
- Campionato kazako: 1

Astana: 2017-18
- Campionato croato: 1

Zara: 2020-21
- Coppa di Croazia: 1

Zara: 2021
- FIBA Europe Cup: 1

Dinamo Sassari: 2018-19